# Polygonum baltistanicum
Polygonum baltistanicum är en slideväxtart som beskrevs av M.N. Chaudhri. Polygonum baltistanicum ingår i släktet trampörter, och familjen slideväxter. Inga underarter finns listade i Catalogue of Life.